# Mary Gardiner
Mary Gardiner é uma programadora da Linux australiana e atualmente diretora de operações da Ada Initiative, uma "organização sem fins lucrativos dedicada a aumentar a participação de mulheres na tecnologia e cultura abertas".  Ela era um membro do conselho da Linux Austrália até setembro de 2011. Em 2012, Gardiner e a co-fundadora da Ada Initiative Valerie Aurora foram nomeadas duas das pessoas mais influentes na segurança de computadores pela SC Magazine (do Haymarket Group).

## Carreira
Gardiner foi co-fundadora da AussieChix, que mais tarde se tornou Oceania Women for Open Tech. É uma das cordenadoras do LinuxChix. Ela se expressa contra "as normas e crenças sociais de uma minoria de contribuidores que não estão interessados em mulheres como colegas ou que não acreditam que mulheres tem a capacidade de contribuir de maneira efetiva". Gardiner esteve envolvida com projetar e realizar políticas anti-assédio em conferências de tecnologia. Gardiner foi a ganhadora do prêmio Rusty Wrench em 2011, que é concedido pela Linux Australia para seus programadores. Ela foi aplaudida por seu trabalho para melhorar a diversidade de gênero e se opor ao assédio sexual na comunidade do software livre. Ela foi a principal palestrante na Wikimania de 2012, em Washington DC. Em 2012, Gardiner foi listada com uma das 10 mulheres mais influentes na tecnologia que retribuem à sociedade (10 Women in Tech Who Give Back) pela Datamation e uma das pessoas mais influentes na segurança de computadores pela SC Magazine.